# Андріївка (Новомиргородська міська громада)
Андрі́ївка — село в Україні, у Новомиргородській міській громаді Новоукраїнського району Кіровоградської області. Населення становить 180 осіб.

## Географія
У Андріївці налічується 3 вулиці та 1 провулок.
Вулиці: Леніна, Перемоги, Шевченка.
Провулки: Жовтневий.
В розмовній мові населення поширені такі назви кутків села:
- Хуторок (вул. Шевченка)
- Тамківка, Тамківщина (частина села неподалік лісу)

## Археологічні розвідки
Кільцеподібне городище з двома виходами (на пд.зх.пд. та сх.), захищеними системою бічних валів; діаметр головного валу 86,5 метрів; поблизу нього з південного боку ще один круглий вал.
На околиці Андріївки, на мису, утвореному балкою і правим берегом річки Турії, розташоване поселення Трипільської культури етапу ВІІ, відкрите в 1930-х роках С. С. Гамченком та обслідуване О. В. Цвек в 1987 році. Площа поселення — близько 80 га. Тут виявлено залишки наземних жител, кераміку із заглибленим орнаментом та розписом.

## Історія

### Новий час
На початку XVIII століття поблизу села розміщувалась резиденція князів Любомирських. У 1849 році руїни їх родового замку місцеві селяни показували досліднику Олександру Тулубу. Ці руїни зберігались до XX століття.
В 1772 році у селі споруджена дерев'яна Покровська церква. Метричні книги з записами про хрещення та народження, вінчання та відспівування з 1780 року нині знаходяться в Одеському обласному архіві, з 1795 року — в Кіровоградському обласному архіві. Матеріали перепису населення 1858 року — ревізькі казки, знаходяться в Херсонському обласному архіві. Дані про окремі родини та матеріали перепису населення 1858 року можна знайти на сімейному сайті «Рід Чорноіван».
В метричних книгах до 1807 року Андріївка виступає як слобода. 1808 року вона переходить у власність князя Любомирського і стає центром Андріївської волості. У 1831 році вже згадується як володіння панів Висоцьких, у 1837 році — панів Лопухіних, у 1840–1856 роках — генерал-лейтенантші Удом, а в 1858 році її онука Миколи Петровича Лопухіна.

Андріївська комуна (1931)

Відповідно до ревізької казки 1858 року тут налічувалось 254 особи чоловічої статі та 244  — жіночої, тобто 498 осіб.
Відповідно до метричних книг, у 1872 році в селі лютувала холера. Смерть за рік (здебільшого у літні місяці) забрала 95 осіб, у той час як попереднього року — 20 осіб, а наступного — 30 осіб.
Станом на 1886 рік у колишньому власницькому селі, центрі Андріївської волості мешкало 619 осіб, налічувалось 125 дворових господарств, існували православна церква, школа, 4 крамниці, броварня та цегельня, за 6 км зводилася православна церква.

### XX століття
Про тодішнє життя в Андріївці можна довідатися зі спогадів тодішнього мешканця Л. М. Чорноівана на сайті «Рід Чорноіван»
В 1923–1931 роках у селі існувала комуна «Надія», для членів якої був споруджений будинок на сім родин.

## Населення
Згідно з переписом УРСР 1989 року чисельність наявного населення села становила 309 осіб, з яких 128 чоловіків та 181 жінка.
За переписом населення України 2001 року в селі мешкало 310 осіб.
Станом на 2014 рік у Андріївці мешкало 189 осіб., а станом на 1 січня 2015 року— 182 особи.
| 1858 | 1886 | 2001 | 2014 | 2015 |
| ---- | ---- | ---- | ---- | ---- |
| 498  | 619  | 310  | 189  | 182  |
|      | ▲    | ▼    | ▲    | ▼    |

### Мова
Розподіл населення за рідною мовою за даними перепису 2001 року:
| Мова       | Відсоток |
| ---------- | -------- |
| українська | 94,52 %  |
| російська  | 5,16 %   |
| молдовська | 0,32 %   |

## Покровська церква
В селі знаходиться Покровська церква, збудована в 1910 році, про що свідчить напис на надгробку ініціатора будівництва Новицького Леопольда Леопольдовича. Будівництво церкви тривало протягом 1905-1910 років.
Реєстрація статуту церкви проведена рішенням Кіровоградського облвиконкому № 56 від 15 лютого 1990 року. Церква знаходиться на обліку як пам'ятка архітектури місцевого значення під охоронним номером 217-Кв (згідно з розпорядженням голови Кіровоградської ОДА № 261-р від 7 серпня 1997 року).

## Пам'ятники
| Назва                                                           | Розташування             | Дата встановлення | Фото | Короткі відомості                                                               |
| Місцевим мешканцям, загиблим у Другій світовій війні, пам'ятник | Поблизу сільського клубу |                   |      | На пам'ятнику встановлений сучасний стенд зі списком всіх загиблих воїнів села. |

## Відомі люди
- Бойко Іван Кіндратович (1922—1987) — краєзнавець, громадський діяч, лінгвіст.
- Литвин Віталій Свиридович (1927—2009) — художник[19][20].
- Павлущенко Марія Леонтіївна (1892—1974) — український педагог, кавалер найвищої нагороди СРСР.
- Пастушенко Аркадій Юхимович (1934—1983) — прозаїк, член Спілки письменників України.
- Чорноіван Іван Маркович (1880—1960) — український педагог.
- Тамко Олексій Олександрович (1925—2009) — поет та письменник, репресований, а згодом реабілітований.
- Тарасенко Петро Порфирович (1927—2005) — український майстер художньої кераміки.